# كلية كوينز (كامبريدج)
كلية كوينز (بالإنجليزية: Queens' College)‏ كلية كوينز هي كلية مكونة لجامعة كامبريدج. كوينز هي واحدة من أقدم كليات الجامعة، وقد أسستها مارغريت أنجو عام 1448. تمتد مبانيها على نهر كام مع الجسر الرياضي والشارع الفضي الذي يربط بين الجانبين.